# Horst von Hartlieb
Horst von Hartlieb (* 16. Juli 1910 im Elsass; † 4. Februar 2004) war ein deutscher Jurist.

## Werdegang
Nach Studium der Rechtswissenschaft ließ er sich in Berlin als Rechtsanwalt mit dem Fachgebiet Urheberrecht nieder. 
Ab 1938 arbeitete er bei der UFA sowohl in der Produktion als auch in der Rechtsabteilung; er war dort auch zuständig für den Filmverleih im von Deutschland besetzten Belgien. Von 1943 bis 1945 war er nach eigenen Angaben Leutnant bei der Wehrmacht, geriet in Kriegsgefangenschaft und wurde 1947 aus einem britischen Gefangenenlager in Ägypten entlassen. Nach Ende des Zweiten Weltkriegs wurde die deutsche Filmwirtschaft Schwerpunkt seiner Tätigkeit. Im April 1948 erreichte er bei den alliierten Militärbehörden die Gründung eines einheitlichen Verleiherverbandes in den drei Westzonen und wurde zunächst dessen Syndikus, später geschäftsführendes Vorstandsmitglied und schließlich Präsident des Verbandes der Filmverleiher.
Er war einer der Initiatoren der Freiwilligen Selbstkontrolle (FSK). Horst von Hartlieb veröffentlichte auch das Handbuch des Film-, Fernseh- und Videorechts, das nach seinem Tod von seinem Sohn Holger von Hartlieb und Mathias Schwarz herausgegeben wird.

## Werke
- Schutz der Filmtitel, Verlag Der neue Film, Wiesbaden-Biebrich, 1955
- Die Filmbestimmungen der Jugendschutz-Novelle, Verlag für angewandte Wissenschaften, Baden-Baden, 1957
- Grundgesetz Filmzensur und Selbstkontrolle, Verlag für angewandte Wissenschaften, Baden-Baden, 1959
- Die Freiheit der Kunst und das Sittengesetz, Verlag Dokumentation, Pullach, 1969
- Handbuch des Film-, Fernseh- und Videorechts, Beck, München, 1984
- Das neue Filmförderungsrecht, Beck, München, 1987

## Ehrungen
- 1976: Verdienstkreuz 1. Klasse der Bundesrepublik Deutschland
- 1988: Großes Verdienstkreuz der Bundesrepublik Deutschland